# Ciclone Fantala
O ciclone tropical muito intenso Fantala foi o ciclone tropical mais forte que se formou no sudoeste do Oceano Índico em termos de ventos sustentados. Parte da temporada de ciclones de 2015–16, o Fantala se formou em 11 de abril ao sul de Diego Garcia, uma ilha na região central do Oceano Índico. Com uma crista ao sul, a tempestade moveu-se para oeste por vários dias enquanto ganhava força, auxiliada pelas águas quentes e diminuindo o cisalhamento do vento. No final de 17 de abril, o escritório da Météo-France em Reunião (MFR) estimou o pico de ventos de 10 minutos em 250 km/h (160 mph), tornando Fantala o ciclone tropical mais forte da bacia em termos de ventos sustentados de 10 minutos. O Joint Typhoon Warning Center (JTWC) estimou o pico de ventos de 1 minuto em 285 km/h (177 mph), equivalente à intensidade da Categoria 5 na escala Saffir-Simpson, também a mais forte já registada no sudoeste do Oceano Índico, em termos de velocidade máxima do vento sustentado. No início de 18 de abril, Fantala atingiu o seu pico de intensidade, com uma pressão central mínima de 910 mbar (27 inHg).
Enquanto estava perto do pico de intensidade, Fantala passou perto do Grupo Farquhar das Seychelles, danificando a maioria dos edifícios do pequeno arquipélago. Mais tarde, em 18 de abril, Fantala enfraqueceu para um intenso ciclone tropical e desacelerou seu movimento para a frente, eventualmente revertendo a sua direção de movimento. Depois de flutuar em força, o sistema desorganizado inverteu a direção novamente, aproximando-se mais de Madagáscar. Fantala degenerou em um ponto baixo remanescente em 24 de abril, e os remanescentes continuaram em direção à Tanzânia. Lá, chuvas fortes resultaram em inundações que destruíram estradas e casas, matando 13 pessoas. As chuvas se estenderam ainda mais no Quênia, com efeitos semelhantes.

## História meteorológica
Em 9 de abril, uma área de mau tempo persistiu a sudeste de Diego Garcia. O sistema movia-se geralmente para o oeste, dirigido por uma crista, e uma circulação de baixo nível gradualmente se tornava mais definida. Os fatores que limitam o desenvolvimento mais rápido incluem influxo pobre e cisalhamento moderado do vento, embora a convecção associada tenha se tornado mais organizada. Às 06:00 UTC em 11 de abril, o Centro Meteorológico Regional Especializado Météo-France em La Réunion (MFR) classificou o sistema como Distúrbio Tropical 8 a cerca de 600 km (370 mi) ao sul de Diego Garcia. Seis horas depois, a agência atualizou o sistema para uma depressão tropical. Às 13:00 UTC em 11 de abril, o Joint Typhoon Warning Center (JTWC) com sede nos Estados Unidos emitiu um alerta de formação de ciclone tropical, observando o aumento da organização da convecção, circulação e vazão. Mais tarde naquele dia, o MFR atualizou a depressão para Tempestade Tropical Moderada Fantala, e o JTWC classificou-a como Ciclone Tropical 19S. Naquela época, a convecção estava se consolidando rapidamente em torno do centro, organizando-se em uma nublada densa central circular.
Em 12 de abril, o cisalhamento do vento anteriormente prejudicial começou a diminuir, permitindo que a estrutura se tornasse mais simétrica. Naquele dia, uma feição ocular começou a se desenvolver no centro de Fantala, indicativa de fortalecimento. Às 12:00 UTC em 12 de abril, o MFR atualizou Fantala para o status de tempestade tropical severa, e seis horas depois, o JTWC o atualizou para o equivalente a um furacão mínimo, com ventos máximos sustentados de 1 minuto  de 120 km/h (75 mph); o rápido fortalecimento foi evitado pela entrada de ar seco próximo, embora o núcleo da convecção continuasse a se contrair. Às 06:00 UTC em 13 de abril, o MFR elevou Fantala ao status de ciclone tropical, com 10 ventos minutos de 130 km/h (81 mph). Naquela época, o aspecto de olho persistia, consistindo em uma área quente dentro da convecção mais profunda, embora o ar seco na região impedisse um fortalecimento mais rápido.
No início de 14 de abril, o olho ficou melhor definido após um ciclo de substituição da parede do olho. A intensidade flutuou depois que o fluxo diminuiu para o norte, embora as águas cada vez mais quentes favorecessem uma maior intensificação. No início de 15 de abril, o MFR atualizou Fantala para um ciclone tropical intenso, enquanto a tempestade se aprofundava rapidamente. O fluxo de saída foi intensificado por um grande poço baixo de nível superior a sudeste, e o cisalhamento diminuiu ao mínimo. Depois de atingir um pico de intensidade inicial com ventos sustentados de 10 minutos de 205 km/h (127 mph) às 12:00 No UTC daquele dia, a intensidade de Fantala se estabilizou pelas 48 horas seguintes, com seus ventos sustentados de 10 minutos flutuando entre 195 km/h (121 mph) e 215 km/h (134 mph).

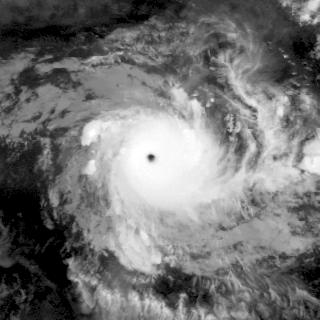
Fantala ao norte de Madagascar, enquanto se aproxima do pico de intensidade em 17 de abril

Em 16 de abril, Fantala virou mais para o oeste-norte em direção às ilhas do sul das Seychelles, guiadas por uma crista fortalecedora perto de Madagáscar. A intensificação foi retomada às 12:00 UTC no dia seguinte, com o JTWC estimando ventos sustentados de 1 minuto de 270 km/h (170 mph), classificando Fantala como um ciclone tropical equivalente à Categoria 5 na escala Saffir-Simpson. Por volta das 15:00 UTC, o ciclone atravessou o Grupo Farcuar das Seychelles, e sua parede do olho moveu-se sobre várias pequenas ilhas. Às 18:00 UTC em 17 de abril, o MFR atualizou Fantala em um ciclone tropical muito intenso; com base em um número T de Dvorak de T7.5, a estimativa de vento derivada de satélite foi de ventos sustentados de 10 minutos de 250 km/h (160 mph), junto com uma pressão barométrica estimada de 910 mbar (hPa; 26,87 inHg). No entanto, na melhor pista para Fantala, o MFR concluiu que Fantala também tinha sido um ciclone tropical muito intenso 6 horas antes, com ventos sustentados de 10 minutos de 220 km/h (140 mph), e que a intensidade de pico da tempestade e pressão central mínima de 910 mbar (hPa; 26,87 inHg) ocorreu 18 horas após esse horário, às 06:00 UTC em 18 de abril. O JTWC também estimou o pico de ventos sustentados de 1 minuto de 285 km/h (177 mph).
Enquanto mantinha o pico de intensidade, o movimento para a frente de Fantala diminuiu, à medida que a crista ao sul sobre Madagáscar enfraquecia. O ciclone voltou para sudeste devido à influência da construção de uma crista a nordeste, e a tempestade retomou o seu caminho anterior. Águas mais frias ao longo de seu caminho – o resultado da ressurgência – bem como outro ciclo de substituição da parede do olho, causaram o enfraquecimento de Fantala para um ciclone tropical intenso em 19 de abril. Fantala manteve pelo menos intensidade equivalente a Categoria 4 por cerca de 90 horas, e dessas 90 horas, Fantala gastou cerca de 30 horas tanto em um estado de ciclone tropical muito intenso quanto em intensidade equivalente a Categoria 5. Naquele dia, o olho desapareceu nas imagens de satélite e a tempestade se deteriorou ainda mais, tornando-se um ciclone tropical. O olho desenvolveu-se novamente em 20 de abril, com saída pronunciada auxiliando na reintensificação, embora o aumento do cisalhamento tenha resultado em enfraquecimento novamente em 21 de abril. Naquele dia, o MFR rebaixou Fantala a uma tempestade tropical severa. A estrutura melhorou novamente em 22 de abril, pois o sistema paralisou devido a uma crista em construção ao sul. Às 00:00 UTC naquele dia, o MFR atualizou Fantala para um ciclone tropical intenso, uma vez que o olho tornou-se mais pronunciado novamente, apenas para rebaixá-lo para o status de ciclone tropical às 06:00. UTC, embora tenha sido adiado para 12:00 UTC na melhor pista.  Uma pequena área de convecção persistiu no centro, embora o ar seco na região continuasse a enfraquecer as tempestades.
O MFR novamente rebaixou Fantala para uma tempestade tropical severa em 23 de abril, quando a tempestade começou a se deslocar para noroeste. O aumento do cisalhamento do vento enfraqueceu Fantala ainda mais para uma tempestade tropical moderada naquele dia, e em 24 de abril, tanto o JTWC quanto o MFR emitiram os seus avisos finais; a última agência primeiro rebaixou-o para uma depressão tropical. Naquela época, a circulação foi exposta pela convecção enquanto Fantala se movia sobre águas resfriadas por onde havia atravessado alguns dias antes. A circulação continuou para o noroeste, com surtos ocasionais de convecção. Em 27 de abril, a circulação não estava mais presente, pois os remanescentes convectivos de Fantala se aproximaram da costa da Tanzânia.

## Impacto

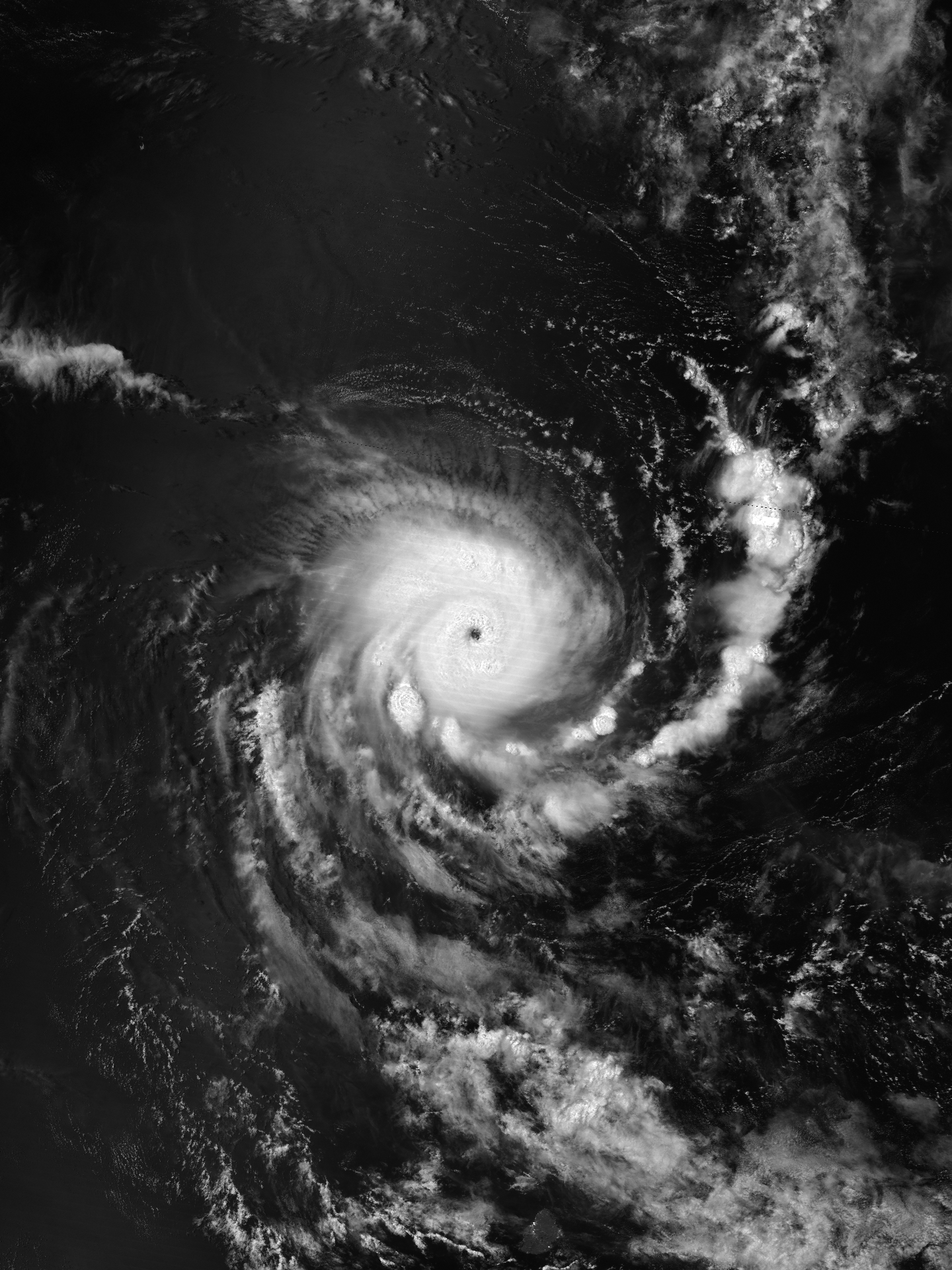
Fantala perto de seu pico secundário de intensidade no final de 21 de abril

O ciclone Fantala primeiro ameaçou Agaléga, parte das Ilhas Maurício. Funcionários do governo forçaram todos os 72 residentes na Ilha do Sul para evacuar para a Ilha do Norte, e aconselhou fortemente os pescadores a evitar navegar.
Fantala foi o primeiro ciclone tropical a ameaçar o Grupo Farcuar desde o ciclone Bondo em 2006. A maioria dos 34 os residentes do Atol Farcuar evacuaram antes da tempestade e os que ficaram para trás não ficaram feridos. Enquanto se movia pelas Seychelles perto do pico de intensidade, Fantala estimou ventos sustentados de 10 minutos de 250 km/h (160 mph), e dias depois ele se moveu pela região novamente com ventos sustentados de 10 minutos estimados em 130 km/h (81 mph). Com base em imagens de satélite, estimou-se que das 50 estruturas no Atol Farcuar, 19 foram destruídas e 27 sofreram danos graves. Apenas quatro edifícios, que foram construídos para serem à prova de ciclones depois de Bondo, resistiram ao número estimado de rajadas de 350 km/h (220 mph), mesmo assim sofrendo danos moderados. Além disso, muitas árvores da ilha foram derrubadas. Devido à passagem prolongada da tempestade pelo grupo de ilhas, o governo das Seychelles declarou as ilhas Farcuar como área de desastre em 20 de abril. Em uma visita às Seychelles, o Secretário-Geral das Nações Unidas, Ban Ki-moon, afirmou que o país se tornou "altamente vulnerável a tempestades, como somos lembrados pelos recentes efeitos devastadores do Ciclone Fantala." Uma equipe de pesquisa do Banco Mundial encontrou US$ 4,5 milhões em danos. Não se esperava que o chalé na ilha fosse reconstruido até março de 2017, cerca de 11 meses após a tempestade. Em abril de 2017, o desenvolvimento de duas novas ilhas na lagoa de Farcuar foi atribuído ao ciclone.
Os restos de Fantala geraram alertas da Agência Meteorológica da Tanzânia depois que a tempestade produziu fortes chuvas. Na região do Kilimanjaro, as chuvas causaram inundações que cobriram estradas e entraram em casas, prendendo centenas de residentes e matando oito. As autoridades exigiram helicópteros do vizinho Parque Nacional Kilimanjaro para resgatar os residentes. Cinco pessoas morreram na região de Morogoro, todas se afogando em rios inundados.  O transbordante rio Umba isolou várias aldeias. Na região, 13.933 pessoas ficaram desabrigadas após 315 casas foram destruídas. Também houve inundações em 12,073 ha (29,830 acres) de campos de cultivo, levando as autoridades a comprar e distribuir milho, feijão e óleo de cozinha aos residentes afetados. A tempestade também enviou uma nuvem de humidade para o norte, para o Quênia, onde as chuvas influenciadas pela tempestade chegaram a 133 mm (5.2 in) em Kwale em apenas quatro horas. Isso resultou em inundações em partes costeiras do Quênia, que destruíram várias casas. Cerca de 25,000 acres (10,000 ha) de campos agrícolas foram inundados. O porto e várias estradas foram fechados na cidade de Mombaça, a segunda maior cidade do Quénia.

## Recordes
Estimativa do MFR de pico de ventos sustentados de 10 minutos de 250 km/h (160 mph) fez Fantala o mais forte ciclone tropical já registado no sudoeste do oceano Índico por essa medida. De acordo com estimativas do JTWC, Fantala atingiu o pico de ventos sustentados de 1 minuto de 285 km/h (177 mph), ultrapassando o ciclone Agnielle de novembro de 1995 como o ciclone mais forte já registado no sudoeste do oceano Índico. Estimativas confiáveis de intensidade baseadas em satélite datam de 1990. A tempestade foi alimentada pelo poderoso evento El Niño de 2014–16, que também contribuiu para as intensidades recordes do furacão Patricia no nordeste do oceano Pacífico, bem como do ciclone Pam e do ciclone Winston no sul do oceano Pacífico.